# Len Wein

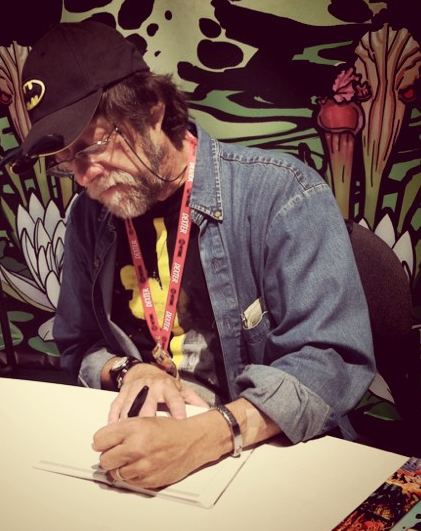
Len Wein (2011)

Leonard „Len“ Norman Wein (* 12. Juni 1948 in New York City; † 10. September 2017 in Los Angeles) war ein US-amerikanischer Comicautor und -redakteur. Wein erlangte vor allem als Schöpfer der Comicfiguren Swamp Thing (Das Sumpfding) und Wolverine Bekanntheit.

## Leben und Arbeit

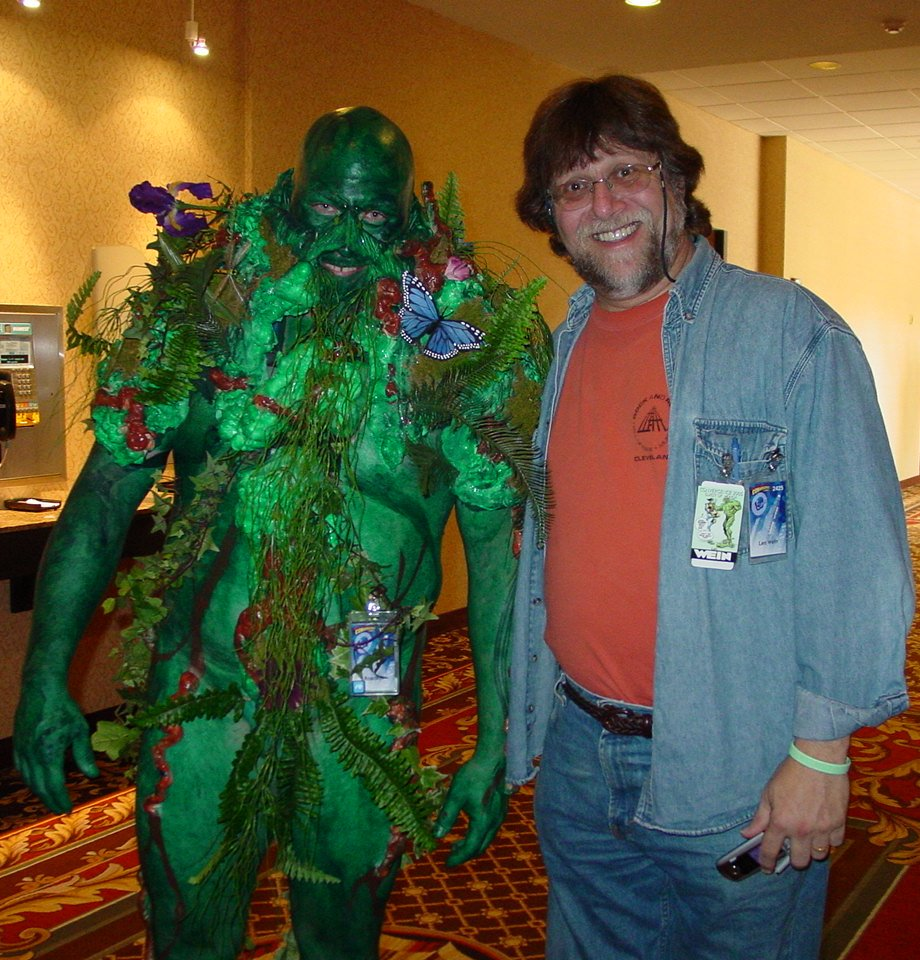
Len Wein mit einem als Swamp Thing verkleideten Fan (2005)

Wein begann in den 1960er Jahren als hauptberuflicher Comicautor zu arbeiten. Seine erste veröffentlichte Arbeit war dabei die Geschichte Eye of the Beholder (Das Auge des Betrachters), die im Dezember 1968 in der #18 Ausgabe der von DC-Comics publizierten Serie erschien. Co-Autor dieser Geschichte war Weins Freund Marv Wolfman, der auch später einer seiner wichtigsten künstlerischen Partnern bleiben sollte. Noch im Jahr 1968 wurde Wein von DC als Autor für die Horror- und Gruselserie The House of Secrets engagiert. Für DCs Konkurrenten Marvel begann er zur selben Zeit Serien wie Tower of Shadows und Chamber of Darkness zu skripten, die ebenfalls dem Gruselgenre zuzurechnen sind.
Es folgten Geschichten für die Serie Secrets Hearts, die romantische Liebesgeschichten erzählte, und Hot Wheels, die Rennfahrergeschichten, die auf den gleichnamigen Spielzeugflitzern basierten, zum Inhalt hatte.
Für den Verlag Skywald Publication arbeitete Wein an den Horrorcomics Nightmare und Psycho und den Westerntiteln The Bravados und The Sundance Kids, während er für Gold Key an Mod Wheels, Boris Karloff Tales of Mystery, Microbots und The Twilight Zone mitwirkte.
Nach der Intensivierung seiner Beziehung zu Marvel Comics übernahm Wein dort im Laufe der 1970er Jahre die Autorenschaft für Serien wie Daredevil, Marvel Team-Up, The Amazing Spider-Man, The Incredible Hulk, The Mighty Thor, The Defenders, Brother Voodooo und Fantastic Four.
Bei DC schrieb er zur selben Zeit für die Serien Superman, The Flash und The Phantom Stranger (#14–26) und steuerte außerdem Geschichten für die in der Serie Adventure Comics erscheinenden Reihen Supergirl und Zatanna bei. Seine auf lange Zeit gesehen wirkungsmächtigste Arbeit legte er aber zweifelsohne mit der ab Ausgabe #92 (1971) regelmäßig in House of Secrets erscheinenden Reihe um das mithin zu einer popkulturellen Ikone avancierte Ungetüm „Swamp Thing“ vor. Die Titelfigur dieser Reihe – der Wissenschaftler Alec Holland, der bei einem Laborunfall in ein Monster aus lebendem Sumpfwerk verwandelt wurde –, die Wein gemeinsam mit dem Künstler Bernie Wrightson entwickelt hatte, reifte mit der Zeit zu einer der wichtigsten Marken im Verlagsprogramm von DC-Comics und dessen Besitzer, des Time-Warner-Konzerns. Abgesehen von der mit Pausen seit mehr als 30 Jahren erscheinenden Comicserie gleichen Namens wurde der Charakter des Swamp Thing von Time Warner unter anderem in zwei Kinofilmen und einer Fernsehserie sowie in diversen Merchandising-Produkten vermarktet. Die erste Verfilmung aus den frühen 1980er Jahren durch Regisseur Wes Craven, bei der Schauspieler Ray Wise die Hauptrolle übernahm, kann dabei als die werktreueste gelten.
In den späteren 1970er Jahren folgten Arbeiten an der Serie Justice League of America (#100–118) und für die Reihe The Human Target, die in Serien wie Action Comics, Detective Comics und The Brave and the Bold als Backup-Geschichte erschien. Seine künstlerischen Partner waren dabei die Zeichner Dick Dillin beziehungsweise Carmine Infantino.
In den 1980er Jahren arbeitete Wein für DC als Autor an Serien wie Batman, Green Lantern (mit Dave Gibbons), Legends (mit John Ostrander, John Byrne und Karl Kesel), Blue Beetle und Gunfire. Er schrieb Dialoge für die von George Pérez verfassten „Wonder Woman“-Geschichten und edierte die Serien wie Camelot 3000, The New Teen Titans, Batman and the Outsiders, Crisis on Infinite Earths, All-Star Squadron, wobei zumeist Wolfman oder Mike W. Barr als Autoren fungierten.
In den frühen 1990er Jahren arbeitete Wein drei Jahre lang als Editor-in-Chief für den Verlag Disney Comics, bevor er begann sich als Autor und Story-Editor für Zeichentrickserien zu betätigen. In den zuletzt genannten Funktionen wirkte er unter anderem an den, von verschiedenen Studios produzierten, Fernseh-Zeichentrickserien X-Men, Batman: The Animated Series, Spider-Man, Street Fighter, ExoSquad, Phantom 2040, Godzilla, Pocket Dragon Adventures, Reboot und War Planets: Shadow Raiders mit.
2001 legte Wein mit Wolfman das Drehbuch Gene Pool vor, dem 2004 ein Drehbuch für einen „Swamp Thing“-Film folgte. Gemeinsam mit Kurt Busiek und Kelley Jones produzierte er 2006 die vierteilige Miniserie Conan: The Book of Thoth für Dark Horse Comics. Hinzu kamen zahlreiche Geschichten für die bei Bongo Comics erscheinenden Comicserien zu den Zeichentrickserien The Simpsons und Futurama.
Nach seiner ersten Ehe mit der Coloristin Glynis Oliver heiratete Wein in zweiter Ehe die Photographin M. C. Valada.

## Preise
Für seine Arbeit an Swamp Thing erhielt Wein 1972 den Shazam Award in der Kategorie Bester Autor sowie denselben Preis in der Kategorie Beste Geschichte. 1999 wurde er für seinen One-Shot The Dreaming: Trial and Error für den von der Gesellschaft der Horror Writers of America vergebenen Preis des Bram Stoker Award nominiert.